# Каменни Мост (округ Нове Замки)
Каменни Мост (словац. Kamenný Most) — село, громада округу Нове Замки, Нітранський край. Кадастрова площа громади — 20.34 км².
Населення 1064 особи (станом на 31 грудня 2019 року).

## Історія
Каменни Мост згадується 1271 року.

## Населення
| Рік:            | 1994. | 2004.   | 2014.   | 2024.   |
| --------------- | ----- | ------- | ------- | ------- |
| Кількість осіб: | 1068  | 1044    | 1047    | 1032    |
| Різниця:        |       | -2,24 % | +0,28 % | -1,43 % |

| Рік:            | 2023. | 2024.   |
| --------------- | ----- | ------- |
| Кількість осіб: | 1036  | 1032    |
| Різниця:        |       | -0,38 % |